# Лицарі «Marvel»
Лицарі «Marvel» — це імпринт від Marvel Comics, який випускає самостійні історії, які відбуваються всередині «всесвіту Marvel» (Земля-616). Імпринт виник у 1998 коли компанія Marvel передані чотири титули (Чорна Пантера, Каратель, Шибайголова, і Нелюдів) до Джо Кесада і Джиммі Палміотті з компанії Event Comics; їх було найнято до творчого колективу коміксів Marvel Knights, в той час як Marvel Comics опублікувало їх. Marvel Knights також цілиться на більш старшу авдиторію читачів у порівнянні зі стандартним коміксами Marvel.

## Команда
Marvel Knights це безіменна команда Шибайголови супергероїв. До команди входять: Шибайголова, Чорна Вдова, Кинджал, Місячний лицар, Шан-Чи і Люк Кейдж. Marvel Knights були первісно сформовані, щоб знешкодити Карателя.

## Тривалі серії
- Black Panther Vol. 3, #1-12 (листопад 1998 – жовтень 1999)
- Daredevil Vol. 2, #1-81 (листопад 1998 – березень 2006)
- Inhumans Vol. 2, #1-12 (листопад 1998 – жовтень 1999)
- Marvel Knights #1-15 (червень 2000 – вересень 2001)
- The Punisher Vol. 5, #1-37 (серпень 2001 – лютий 2004)
- Elektra Vol. 2, #1-22 (вересень 2001 – серпень 2003)
- Marvel Knights Vol. 2, #1-6 (травень 2002 – жовтень 2002)
- Captain America Vol. 4, #1-28 (червень 2002 – серпень 2004)
- Marvel Knights 4 #1-27 (квітень 2004 – квітень 2006)
- The Incredible Hulk Vol. 2, #70-76 (серпень 2004 – жовтень 2004)
- Marvel Knights Spider-Man #1-22 (серпень 2004 – березень 2006)
- Wolverine Vol. 3, #13-39 (серпень 2004 – квітень 2006)
- X-Statix #21-26 (серпень 2004 – жовтень 2004)
- District X #1-14 (липень 2004 – серпень 2005)
- Black Panther Vol. 4, #1-13 (квітень 2005 – квітень 2006)

## Обмежені серії
- The Punisher (1998 4-випусків обмеженої серії)
- Black Widow (1999 3-випусків обмеженої серії)
- Doctor Strange: The Flight of Bones (1999 4-випусків обмеженої серії)
- Wolverine/Punisher Revelation (1999 4-випусків обмеженої серії)
- Daredevil: Ninja (2000 3-випусків обмеженої серії)
- Marvel Boy (2000 6-випусків обмеженої серії)
- The Punisher (2000 12-випусків обмеженої серії)
- Sentry (2000 5-випусків обмеженої серії)
- Black Widow (2001 3-випусків обмеженої серії)
- Daredevil: Yellow (2001 6-випусків обмеженої серії)
- Daredevil/Spider-Man (2001 4-випусків обмеженої серії)
- Fantastic Four: 1234 (2001 4-випусків обмеженої серії)
- Ghost Rider: The Hammer Lane (2001 6-випусків обмеженої серії, плюс випуск Wizard 1/2)
- Hulk Smash (2001 2-випусків обмеженої серії)
- Elektra: Glimpse & Echo (2002 4-випусків обмеженої серії)
- Marvel Knights Double-Shot (2002 4-випусків обмеженої серії)
- Spider-Man: Blue (2002 6-випусків обмеженої серії)
- Hulk: Gray (2003 6-випусків обмеженої серії)
- Marvel 1602 (2003 8-випусків обмеженої серії)
- Spider-Man & Wolverine (2003 4-випусків обмеженої серії)
- Black Widow (2004 6-випусків обмеженої серії)
- Daredevil: Father (2004 6-випусків обмеженої серії)
- Madrox (2004 5-випусків обмеженої серії)
- Man-Thing (2004 3-випусків обмеженої серії)
- Wolverine/Punisher (2004 5-випусків обмеженої серії)
- Black Widow: The Things They Say About Her (2005 6-випусків обмеженої серії)
- Daredevil: Redemption (2005 6-випусків обмеженої серії)
- Daredevil vs Punisher: Means and Ends (2005 6-випусків обмеженої серії)
- Ghost Rider: The Road to Damnation (2005 6-випусків обмеженої серії)
- Shanna the She-Devil (2005 7-випусків обмеженої серії)
- Claws (2006 3-випусків обмеженої серії)
- Fury: Peacemaker (2006 6-випусків обмеженої серії)
- Punisher vs Bullseye (2006 5-випусків обмеженої серії)
- X-Statix Presents: Dead Girl (2006 5-випусків обмеженої серії)
- Captain America: The Chosen (2007 6-випусків обмеженої серії)
- Daredevil: Battlin' Jack Murdock (2007 4-випусків обмеженої серії)
- Silver Surfer: Requiem (2007 4-випусків обмеженої серії)
- Spider-Man: Reign (2007 4-випусків обмеженої серії)
- Iron Man: Viva Las Vegas (2008 2-випусків обмеженої серії)
- Sub-Mariner: The Depths (2008 5-випусків обмеженої серії)
- Spider-Man: With Great Power (2008 5-випусків обмеженої серії)
- Angel: Revelations (2008 5-випусків обмеженої серії)
- Logan (2008 3-випусків обмеженої серії)
- X-Men: Magneto Testament (2008 5-випусків обмеженої серії)
- Punisher: War Zone (2009 6-випусків обмеженої серії)
- Deadpool: Wade Wilson's War (2010 4-випусків обмеженої серії)
- Deathlok (2010 7-випусків обмеженої серії)
- Spider-Man: Fever (2010 3-випусків обмеженої серії)
- Marvel Knights: Hulk (2013 4-випусків обмеженої серії)
- Marvel Knights: Spider-Man (2013 5-випусків обмеженої серії)
- Marvel Knights: X-Men (2013 5-випусків обмеженої серії)

## Ван-шоти
- Ant-Man's Big Christmas (2000)
- Sentry Versus The Void (2001 ван-шот)
- Sentry/Fantastic Four (2001 ван-шот)
- Sentry/Hulk (2001 ван-шот)
- Sentry/Spider-Man (2001 ван-шот)
- Sentry/X-Men (2001 ван-шот)
- Punisher/Painkiller Jane (2001 ван-шот)
- Spider-Man/Daredevil (2002 ван-шот)
- Daredevil/Bullseye: The Target (2003 1 issue published of an intended limited series)
- Punisher: Red X-Mas (2004 ван-шот)
- Punisher: Bloody Valentine (2006 ван-шот)
- Punisher: Silent Night (2006 ван-шот)
- Captain America: White (2008; 1 випуск, опублікований з передбачуваної обмеженої серії, закінчився у 2015 році, але не під імпринтом Marvel Knights)